# Chris Evans

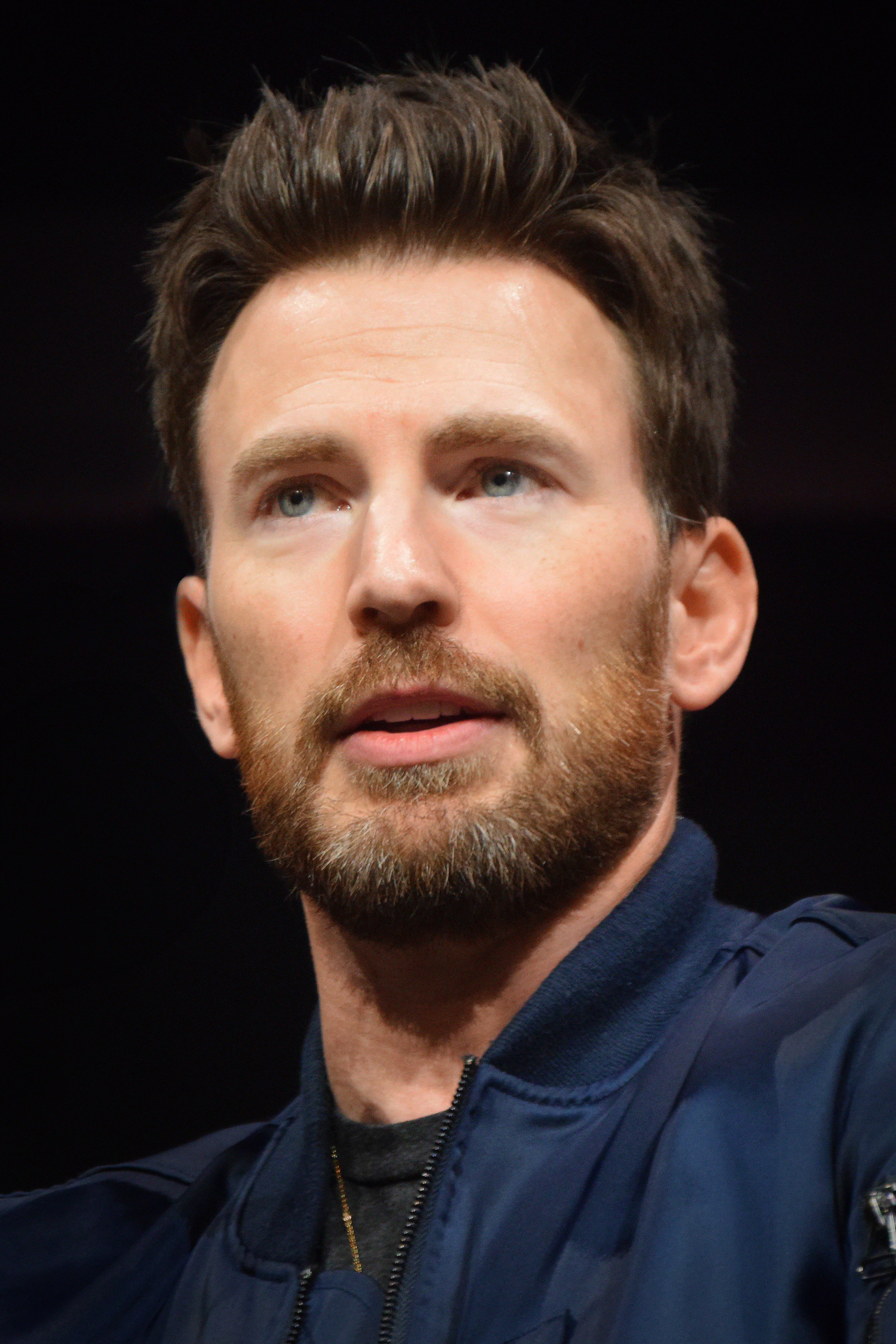
Chris Evans (2023)

Christopher Robert „Chris“ Evans (* 13. Juni 1981 in Boston, Massachusetts) ist ein US-amerikanischer Schauspieler und Filmregisseur.

## Leben
Chris Evans wurde am 13. Juni 1981 in Boston im US-Bundesstaat Massachusetts als Sohn des Zahnarztes Bob und der Tänzerin Lisa Evans geboren und wuchs in Sudbury im Middlesex County auf. Seine Mutter ist irischer und italienischer Abstammung, während sein Vater britische und deutsche Vorfahren hat. Zunächst wurde Evans von seinen Eltern katholisch erzogen, dann begann er nach der Lektüre von Hermann Hesses Siddhartha mit 17, sich für den Buddhismus zu interessieren, und konvertierte später zu diesem Glauben.
Inzwischen hat sich seine Spiritualität jedoch mehr und mehr in Richtung eines pantheistischen Weltbildes entwickelt, welches weniger streng zwischen einzelnen Glaubensrichtungen differenziert. Evans stellte dem spirituellen Lehrer Eckhart Tolle bei Oprahs Buchclub eine Frage und verriet, ein Tattoo mit einem Zitat von Tolle zu haben.
Er hat eine ältere Schwester, einen jüngeren Bruder, Scott, sowie eine jüngere Schwester. Scott ist ebenfalls Schauspieler. Evans’ Onkel Mike Capuano saß von 1999 bis 2019 als Abgeordneter im Repräsentantenhaus der Vereinigten Staaten.
1999 absolvierte er die Lincoln-Sudbury Regional Highschool. Seine ältere Schwester Carly überredete ihn, in die Schauspielerei einzusteigen.
Im September 2023 heiratete er die Schauspielerin Alba Baptista.

## Karriere

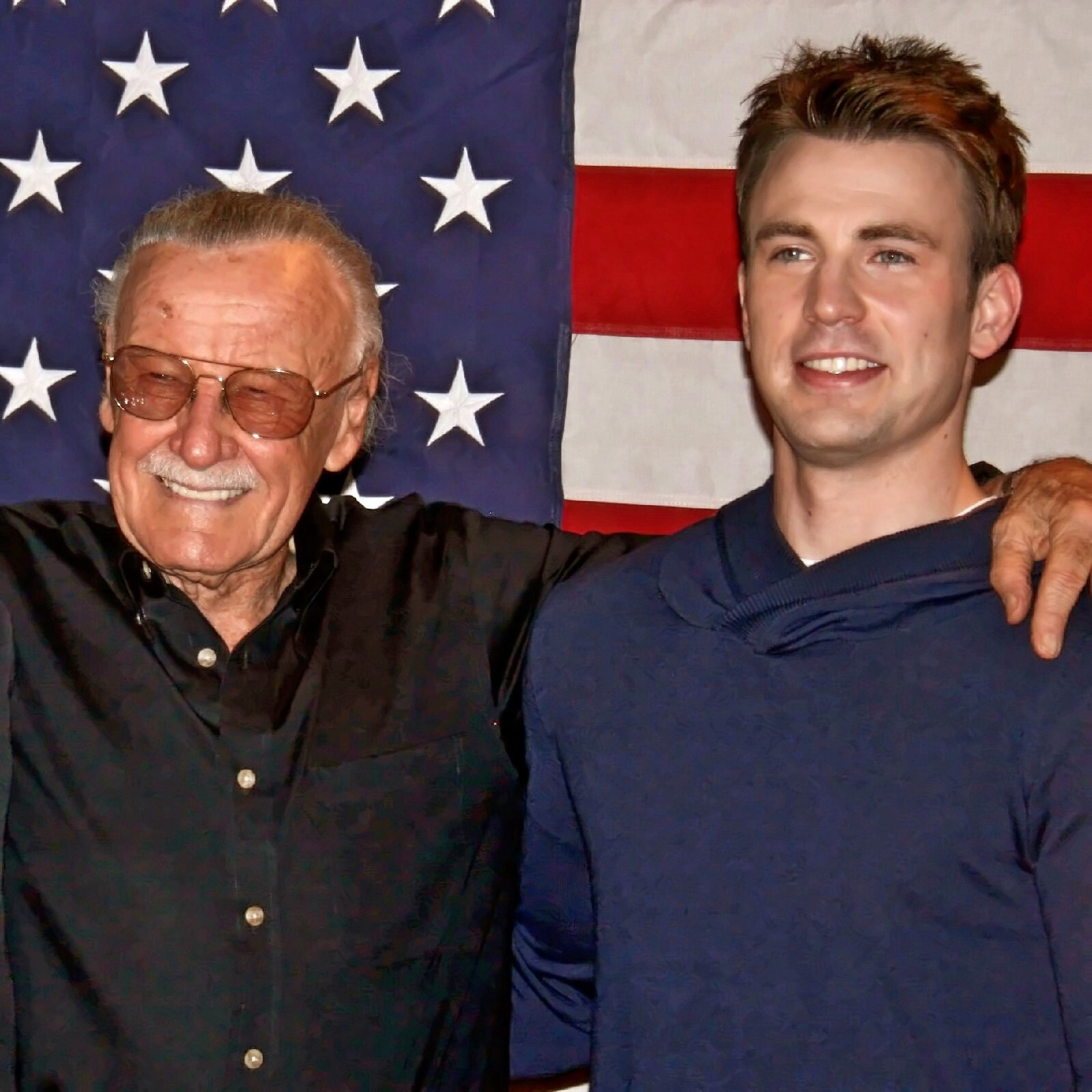
Evans mit Stan Lee auf der San Diego Comic-Con 2011

Evans hatte im Jahr 2000 und 2001 kleinere Auftritte in Boston Public, in der Serien-Neuverfilmung Auf der Flucht – Die Jagd geht weiter sowie eine Rolle in der Serie Opposite Sex, bevor er seine erste nennenswerte Rolle als Jake Wyler in der Filmparodie Nicht noch ein Teenie-Film spielte.
Evans erhielt daraufhin erste Hauptrollen in größeren Filmen wie Voll gepunktet und Final Call – Wenn er auflegt, muss sie sterben. Auch in dem romantischen Drama London – Liebe des Lebens? spielte er die Hauptrolle: einen jungen Mann, der mittels Drogenexzessen versucht, die Trennung von seiner Ex-Freundin zu überwinden. Er wurde dann 2005 für die Rolle des Johnny Storm, der menschlichen Fackel, in der kommerziell zwar erfolgreichen, von den Kritikern aber nicht gut aufgenommenen Comicbuchverfilmung Fantastic Four ausgewählt und spielte diese Rolle auch in dessen Fortsetzung Fantastic Four: Rise of the Silver Surfer im Jahr 2007, die von der Kritik ähnlich verhalten bewertet wurde.
2007 spielte er den Astronauten Mace in Danny Boyles Science-Fiction-Film Sunshine. 2008 war er in dem Film Street Kings an der Seite von Keanu Reeves und in Das Mädchen mit dem Diamantohrring zu sehen. 2009 spielte er Nick Gant in dem Science-Fiction-Thriller Push an der Seite von Dakota Fanning und Camilla Belle. 2014 spielt er die Hauptrolle in dem Film Before We Go.
Kurz darauf erhielt er die Hauptrolle in der Comicverfilmung Captain America: The First Avenger (2011), die er auch 2014 und 2016 in dessen Fortsetzungen The Return of the First Avenger und The First Avenger: Civil War sowie 2012 in Marvel’s The Avengers, 2013 in Thor – The Dark Kingdom, 2015 in Avengers: Age of Ultron und Ant-Man, 2017 in Spider-Man: Homecoming und 2018 in Avengers: Infinity War als auch 2019 in Captain Marvel und Avengers: Endgame spielte.
2017 wurde er in die Academy of Motion Picture Arts and Sciences aufgenommen, die u. a. jährlich die Oscars vergibt.
Im November 2022 kürte die Zeitschrift People Evans zum „Sexiest Man Alive“.

## Filmografie
- 2000: The Newcomers
- 2000: Opposite Sex (Fernsehserie, 8 Folgen)
- 2000: Auf der Flucht – Die Jagd geht weiter (The Fugitive, Fernsehserie, eine Folge)
- 2001: Boston Public (Fernsehserie, eine Folge)
- 2001: Nicht noch ein Teenie-Film! (Not Another Teen Movie)
- 2002: Eastwick
- 2003: The Paper Boy
- 2003: Skin (Fernsehserie, eine Folge)
- 2004: Voll gepunktet (The Perfect Score)
- 2004: Final Call – Wenn er auflegt, muss sie sterben (Cellular)
- 2005: The Orphan King
- 2005: Fierce People
- 2005: Fantastic Four
- 2005: London – Liebe des Lebens? (London)
- 2007: TMNT – Teenage Mutant Ninja Turtles (TMNT, Stimme)
- 2007: Sunshine
- 2007: Fantastic Four: Rise of the Silver Surfer
- 2007: Nanny Diaries
- 2007: Terra (Stimme)
- 2008: Street Kings
- 2008: Das Mädchen mit dem Diamantohrring (The Loss of a Teardrop Diamond)
- 2009: Push
- 2010: Scott Pilgrim gegen den Rest der Welt (Scott Pilgrim vs. the World)
- 2010: The Losers
- 2011: Captain America: The First Avenger
- 2011: Der perfekte Ex (What’s Your Number?)
- 2011: Puncture
- 2012: Marvel’s The Avengers (The Avengers)
- 2012: The Iceman
- 2013: Thor – The Dark Kingdom (Thor: The Dark World)
- 2013: Snowpiercer
- 2014: The Return of the First Avenger (Captain America: The Winter Soldier)
- 2014: Playing It Cool
- 2014: Before We Go (auch Regie und Produktion)
- 2015: Avengers: Age of Ultron
- 2015: Ant-Man
- 2016: The First Avenger: Civil War (Captain America: Civil War)
- 2017: Begabt – Die Gleichung eines Lebens (Gifted)
- 2017: Spider-Man: Homecoming
- 2018: Avengers: Infinity War
- 2019: Captain Marvel
- 2019: Avengers: Endgame
- 2019: The Red Sea Diving Resort
- 2019: Knives Out – Mord ist Familiensache (Knives Out)
- 2020: Verschwiegen (Defending Jacob, Fernsehserie)
- 2021: Free Guy
- 2021: Don’t Look Up
- 2022: Lightyear (Sprechrolle)
- 2022: The Gray Man
- 2023: Ghosted (auch Produktion)
- 2023: Pain Hustlers
- 2023: Scott Pilgrim hebt ab (Scott Pilgrim Takes Off, Fernsehserie, Stimme)
- 2024: Deadpool & Wolverine
- 2024: Red One – Alarmstufe Weihnachten (Red One)
- 2025: Was ist Liebe wert – Materialists (Materialists)

## Auszeichnungen
Nominiert
2006
- MTV Movie Award: „Best On-Screen Team“ (Fantastic Four)

2007
- Teen Choice Award: „Choice Movie Actor: Action Adventure“ (Fantastic Four – Rise of the Silver Surfer)
- Teen Choice Award: „Choice Movie: Rumble“ (Fantastic Four – Rise of the Silver Surfer)
- Teen Choice Award: „Choice Movie Actor: Hottest Man on Screen Award“

2024
- Goldene Himbeere: „Worst Actor“ (Ghosted)
- Goldene Himbeere: „Worst Screen Combo“ (Ghosted)